# Гумнищі (Балахнинський район)
Гумнищі (рос. Гумнищи) — присілок в Балахнинському районі Нижньогородської області Російської Федерації.
Населення становить 134 особи. Входить до складу муніципального утворення Шеляуховська сільрада.

## Історія
Від 2009 року входить до складу муніципального утворення Шеляуховська сільрада.

## Населення
| 2002 | 2010 |
| ---- | ---- |
| 135  | ↘134 |